# Frederick Boylstein
Frederick Boylstein (15 marzo 1902 – 28 febbraio 1972) è stato un pugile statunitense.

## Palmarès

### Olimpiadi
- Bronzo a Parigi 1924 nei pesi leggeri.